# Bettws, Newport
Bettws är en stadsdel och community i staden Newport i Wales, Storbritannien.